# Kreis Storojineț

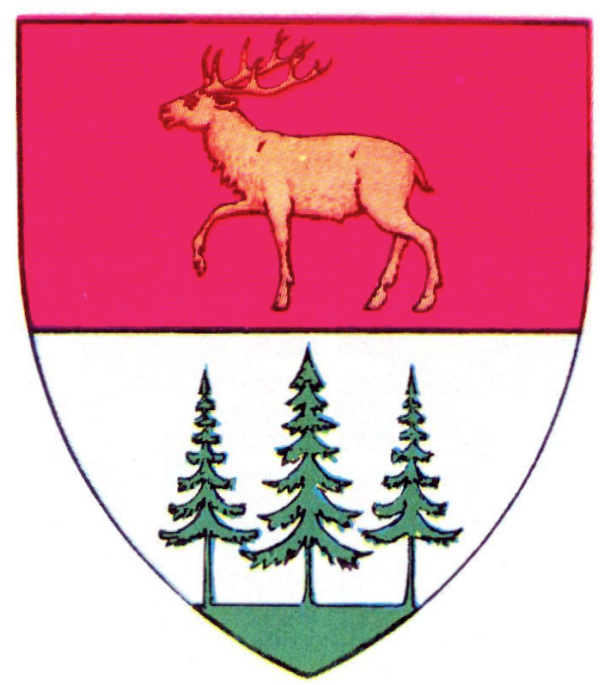
Wappen des Kreises von 1921–1930

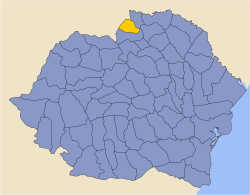
Der Kreis Storojineţ innerhalb des Königreichs Rumänien 1930

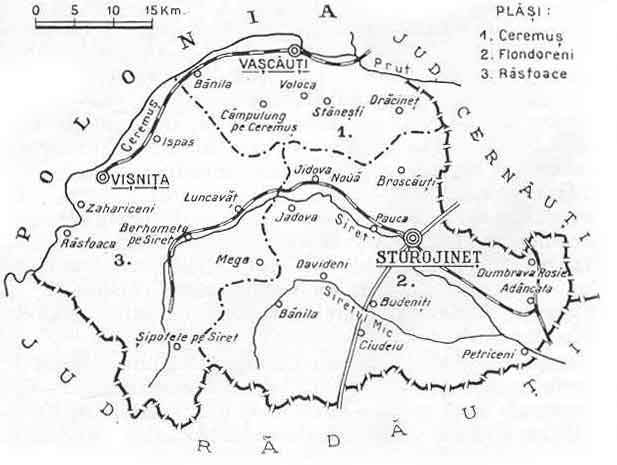
Karte des Kreises von 1938

Der Kreis Storojineț (rumänisch Județul Storojineț) war eine rumänische Verwaltungseinheit im Norden der Bukowina.
Benannt war der 2.653 km² große Landkreis nach seinem administrativen Zentrum, der heute ukrainischen Stadt Storoschynez (rumänisch Storojineț).

## Bevölkerung
Der Kreis hatte, der Volkszählung vom 29. Dezember 1930 nach, eine Einwohnerzahl von 169.518 Einwohnern, die bis zum 1. Juli 1937 um 7,6 % auf 182.472 Einwohner anstieg.
78,1 % der Bevölkerung war orthodoxer Konfession und 1,9 % gehörten der griechisch-katholischen Kirche an. Der Rest der Bevölkerung gehören anderen Religionen an.

## Geschichte
Die Bezirkshauptmannschaft Storozynetz wurde 1775 von den Österreichern eingerichtet und gehörte ab 1849 zum österreichischen Kronland Herzogtum Bukowina (Bezirk Storozynetz). Nach dem Ersten Weltkrieg kam das Gebiet am 27. November 1918 an Großrumänien, wurde nun Präfektur genannt und war nicht mehr der Landesregierung, sondern einem Generaldirektorat in Czernowitz unterstellt. Am 14. Juni 1925 verfügte ein Gesetz zur Vereinheitlichung der Verwaltung die Auflösung der bisherigen Präfekturen und der Kreis Storojineţ wurde gebildet. Dieser bestand bis zur Annexion der Nordbukowina durch die Sowjetunion am 28. Juni 1940. Diese schlug den Landkreis der Ukrainischen SSR zu und errichtete die Rajons Wyschnyzja, Storoschynez und Hlyboka innerhalb der Oblast Tscherniwzi an seiner Stelle. Während des Zweiten Weltkrieges gehörte das Kreisgebiet zwischen 1941 und 1944 erneut zu Rumänien.

## Ortschaften
Größere Ortschaften des Kreises waren:
- Bănila pe Siret
- Adâncata
- Crasna Ilschi
- Pătrăuții de Jos
- Pătrăuții de Sus
- Storojineț
- Ciudei
- Văşcăuți
- Vișnița